# Wilhelm Teves
Wilhelm Teves (* 1880 in Bochum; † im 20. Jahrhundert) war ein deutscher Jurist und Abgeordneter des Provinziallandtages der Provinz Hessen-Nassau.

## Leben
Am 4. Dezember 1905 promovierte Wilhelm Teves an der Ruprecht-Karls-Universität Heidelberg mit der Dissertation „Die Voraussetzungen der Anfechtung wegen Drohung“ zum Dr. jur. Er ließ sich als Rechtsanwalt und Notar in Montabaur nieder, betätigte sich politisch und trat der Christlichen Volkspartei bei. 1920 erhielt er ein Mandat für den Nassauischen Kommunallandtag des preußischen Regierungsbezirks Wiesbaden bzw. den Provinziallandtag der Provinz Hessen-Nassau, wo er Mitglied des Beamtenausschusses war. 
In den 1920er und frühen 1930er Jahren war er Mitglied des Kreistages des Unterwesterwaldkreises.
In seinem Heimatort Montabaur wurde er am 28. März 1933 zum Stadtverordnetenvorsteher gewählt. Auf Drängen der Nationalsozialisten legte er bereits am 3. April 1933 sein Amt nieder.
Nach dem Zweiten Weltkrieg gehörte er dort zu den Mitbegründern der Christlich-Demokratischen Partei (CDP).